# D’espairsRay
D’espairsRay — японская рок-группа. Группа объявила о прекращении творческой деятельности 15 июня 2011 года. Во время существования была одной из самых популярных visual kei и японских групп в мире.

## О группе

### Основание. 1999 год
Группа D’espairsRay была образована 9 сентября 1999 г., и её состав с тех пор ни разу не менялся: Хидзуми и Цукаса играли прежде в Le’veil, Карю играл в Dieur Mind (под именем Ёситака). Свой самый первый концерт они отыграли 24 сентября в Takadanobaba AREA. На своих концертах они бесплатно раздавали людям свои демонстрационные записи.

### 2000 год
21 октября 2000 года вышел их первый макси-сингл «Kumo». Он продавался настолько хорошо, что в апреле 2001 г. последовало его переиздание. Тогда же был выпущен второй макси-сингл Genwaku… Предзаказы на первое издание (а всего было 1000 копий) создали такую ситуацию, что сингл оказался распроданным до его фактического выхода в свет! 27 июля был выпущен их первый мини-альбом, «TERRORS». Свой первый сольный концерт, «Sixth TERROR», они отыграли 29 августа 2001 года в Takadanobaba AREA (300 мест). До выхода второй демо-ленты пришлось немного подождать. «Ura mania Theater» вышел 21 января 2002 г., ограниченным тиражом в 1000 экземпляров. С 7 февраля, они отправляются в тур с 12 выступлениями по стране (TOUR Mania theater). 29 мая они играют свой второй сольный концерт («SEXUAL BEAST») в Shibuya (500 мест). В июне выпущен их SEXUAL BEAST maxi-single. В том же году их можно было услышать на вышедшем 8 сентября сборнике «Obashima no naka de miru yume».

### 2003 год
2003 год группа начала с CD «Itanji», вышедшего 20 января. Спустя 5 дней после этого, они играют их третий концерт, в Shibuya. 7 февраля, они организуют бесплатный концерт, в Meguro Live Station: Itanji. Новый макси-сингл, «MaVERICK», вышел 12 февраля; потом новый тур, с 21 концертом: Pregnancy eight month. Второе издание «MaVERICK» в продаже с 26 марта. Вскоре после этого, они выступают на Stylish wave '03 Mega force concert в Shibuya Kokaido вместе с Laputa, Vogus Image и Stray pig Vanguard. Новый тур начинается 17 июля: tour '03 MANIA no ikusa. И в сентябре начинается их первый сольный — тур: Doom*Gloom ~ Tonaka MANIA sennou keikaku. Заключительный концерт они отыграли в Shinjuku Liquid Room (600 мест), где они уже выступали 27 апреля. 12 ноября — это день, когда был выпущен их лучший сингл: Garnet. Он даже достиг первого места в рейтинге Indie Oricon! Новый тур начинается с 9 ноября по 30-е. Они также были приглашены на важные visual kei выступления: Beauti-fools Fest 03 28 декабря, который был организован журналом Fool’s Mate, также были приглашены Miyavi, MUCC, Gazette и deadman. 31 декабря, они играют два концерта: Stylish wave count down 03/04 в Yokohama aka renga kurakura ichi go kan 3F hall, и Final 03 в Таkadanobaba AREA.

### 2004 год
2004 год начинается с серии концертов: Garnet… ~ sennoushite XX he. 28 апреля, D’espairsRay выпускают очередной макси-сингл, «BORN». Они также отыграют три концерта, перед тем как отправиться в длительный летний тур . Новый, ожидаемый, макси-сингл — «GEMINI» — увидел свет 1 сентября. В этом же месяце группа даёт три концерта: Bloody marry Day, Furachi na toiki Day и Мurder Day в октябре 2004 г. (c этого концерта группа сделала DVD D’espairsRay — Murder Day (2004.09.23 Liquid Room Ebisu)). В октябре 2004 года, D’espairsRay впервые покинули пределы Японии. Они отыграли свои концерты в таких городах как Берлин 30 октября, затем в Париже 31-го. Это был удобный случай для европейской аудитории, чтобы увидеть своих любимцев на сцене. Этот «мини-тур» был назван «Wollust ward dem Wurm gegeben».

### 2005 год
В этом году группа выпустила полноценный альбом «Coll: set», дата релиза — 29.06.2005.

### 2007 год
Вышел альбом Mirror и сингл Squall.

### 2008 год
Группой были выпущены два сингла BRILLIANT и Kamikaze.

### 2009 год
Вышел альбом Redeemer и сингл Final call.

### 2010 год
20 сентября группа объявила о перерыве деятельности на неопределенный период после завершения тура "Human-clad Monsters", в связи с необходимостью лечения голосовых связок вокалиста Hizumi.

### 2011 год
15 июня группа официально объявила о распаде.

## Дискография

### Демозаписи
- 1999.12.26 [ao] ([蒼]) (demotape)
- 2000.01.28 [S]yste[M] (demotape)
- 2000.01.29 Sakura (さくら)(demotape)
- 2000.09.26 RAZOR (demotape)
- 2001.08.29 SIXTH TERRORS (demotape)
- 2002.01.21 Ura mania Theater (裏マニアシアター) (demotape)
- 2003.01.20 Itanji (demo-CD)
- 2006.07.24 LIQUIDIZE (photobook demo)

### Альбомы
- 2005.06.29 [Coll: set]
- 2007.04.11 MIRROR
- 2009.03.11 REEDEMER
- 2009.12.09 IMMORTAL (Best Of)
- 2010.07.28 MONSTERS
- 2011.04.13 antique

### Мини-альбомы
- 2001.07.21 TERRORS
- 2002.06.05 SEXUAL BEAST
- 2004.04.28 BORN

### Синглы и макси-синглы
- 2000.10.21 Kumo (蜘蛛)
- 2001.04.01 Genwaku (眩惑)
- 2002.09.08 Ori no Naka de Miru Yume (檻の中で見る夢)
- 2003.03.26 MaVERiCK
- 2003.11.12 Gärnet
- 2004.09.01 -GEMINI-
- 2006.04.05 Kogoeru Yoru ni Saita Hana (凍える夜に咲いた花)
- 2007.03.14 Squall
- 2008.05.14 BRILLIANT
- 2008.08.06 Kamikaze
- 2008.12.03 HORIZON
- 2009.09.09 Final Сall
- 2010.04.14 Love is Dead

### Omnibus
- 2000.12.21 Hysteric Media Zone (с песнями «[S]yste[M]» и «Loop ~Divide Neo Abomination~»)
- 2002.09.21 SHOCK JAM CD Edition 01 (с песнями «Fascism» и «„Tatoeba“ kimi… ga… Shinda… ra»)
- 2002.10.21 Shock Edge (с песней «Murder Freaks»)